# Воробьёв, Иван Алексеевич
Ива́н Алексе́евич Воробьёв (26 августа 1921 года — 17 марта 1991 года) — советский военный лётчик, дважды Герой Советского Союза (1944; 1945), полковник (1956).

## Биография
Родился 26 августа 1921 года в деревне Горбачёво ныне Одоевского района Тульской области в крестьянской семье. Русский. Окончил 7 классов школы. Работал в колхозе, был избран бригадиром полеводческой бригады, а также секретарём комсомольской организации. С 1937 года жил в городе Ефремове Тульской области. Работал сначала учеником электрослесаря, затем электрослесарем на заводе синтетического каучука. Одновременно учился в вечерней средней школе и в Ефремовском аэроклубе. В 1939 году окончил 9 классов вечерней средней школы и аэроклуб.
В Красную армию призван 10 ноября 1939 года Ефремовским райвоенкоматом Тульской области. По комсомольской путёвке был направлен в Тамбовскую военную авиационную школу пилотов. В связи с проходящей в это время реорганизацией Тамбовской лётной школы ГВФ в Тамбовскую военную авиационную школу пилотов только в январе 1940 года был зачислен её курсантом (отсюда и путаница, когда он был призван в РККА). В июле 1941 года был досрочно выпущен из авиационной школы пилотов с присвоением воинского звания «сержант» и направлен лётчиком-инструктором во вновь организованную школу первоначального обучения пилотов в город Чебоксары. Прошёл программу переучивания на ночного лётчика-инструктора. Зимой 1942 года школа была расформирована, а на её базе организованы запасные авиаполки для подготовки лётчиков на ночных бомбардировщиках У-2 (По-2). В феврале-июле 1942 года — лётчик 46-го запасного авиаполка в городе Алатырь (Чувашская АССР). После нескольких рапортов был переведён в маршевый авиаполк для отправки на фронт.
С августа 1942 года участвовал в боях Великой Отечественной войны, лётчик 709-го (с ноября 1942 года — 25-го гвардейского) ночного бомбардировочного авиаполка. Воевал на Сталинградском фронте, совершил около 100 боевых вылетов на бомбардировщике У-2 (По-2), получил свою первую боевую награду — медаль «За отвагу».
При выполнении боевого задания 19 февраля 1943 года получил лёгкое осколочное ранение в голову, некоторое время лечился в госпитале.
В марте 1943 года был направлен на курсы командиров звеньев в 10-й учебно-тренировочный авиационный полк 8-й воздушной армии, где переучился на лётчика-штурмовика. В июне 1943 года, после окончания курсов, был направлен на фронт в штурмовой авиаполк.
С июня 1943 года вновь участвовал в боях: лётчик, старший лётчик, командир авиазвена, заместитель командира и командир авиаэскадрильи 76-го гвардейского штурмового авиаполка. Воевал на Южном, 4-м Украинском и 3-м Белорусском фронтах.
Участвовал в освобождении Донбасса, юга Украины и Крыма. Был награждён двумя орденами Красного Знамени и орденом Отечественной войны 2-й степени. К маю 1944 года совершил 117 боевых вылетов на штурмовике Ил-2. 10 мая 1944 года, после освобождения Севастополя, был представлен к званию Героя Советского Союза.
Указом Президиума Верховного Совета СССР от 19 августа 1944 года за мужество и героизм, проявленные в боях, гвардии старшему лейтенанту Воробьёву Ивану Алексеевичу присвоено звание Героя Советского Союза с вручением ордена Ленина и медали «Золотая Звезда» (№ 3719).

Бюст Ивана Алексеевича Воробьёва в посёлке городского типа Одоев.

В дальнейшем участвовал в освобождении Белоруссии, Литвы и Польши, в Восточно-Прусской операции и штурме Кёнигсберга. Был награждён орденами Александра Невского и Отечественной войны 1-й степени. К апрелю 1945 года совершил 207 боевых вылетов на штурмовике Ил-2. 15 апреля 1945 года, во время боёв в Восточной Пруссии, был представлен к награждению второй медалью «Золотая Звезда».
Указом Президиума Верховного Совета СССР от 29 июня 1945 года за мужество и героизм, проявленные в боях, гвардии майор Воробьёв Иван Алексеевич награждён второй медалью «Золотая Звезда» (№ 60/II).
Всего за годы войны на самолётах У-2 (По-2) и Ил-2 совершил около 400 боевых вылетов, в воздушных боях лично сбил 3 самолёта противника.
До марта 1947 года продолжал службу в должности командира авиаэскадрильи 76-го гвардейского штурмового авиаполка (в Белорусском военном округе). С марта 1947 года по август 1948 года — командир авиаэскадрильи 136-го гвардейского штурмового авиаполка (город Лида, Белорусский военный округ). В 1948 году окончил 10-й класс вечерней школы, был направлен на учёбу в Военно-воздушную академию.
В июне 1952 года окончил командный факультет Военно-воздушной академии (посёлок Монино). С июня 1952 года по июль 1954 года — заместитель командира полка по лётной подготовке — инспектор-лётчик 580-го штурмового авиаполка учебной смешанной авиадивизии Военно-воздушной академии (город Киржач Владимирской области). В 1953—1954 годах участвовал в секретной высокоширотной экспедиции. Неоднократно совершал на штурмовике Ил-10 полёты на ледовые аэродромы в Арктике. Был награждён орденом Красной Звезды.
С июля 1954 года служил в Ворошиловградском военном авиационном училище лётчиков (город Ворошиловград, ныне Луганск): заместителем командира учебного авиаполка (до апреля 1955), заместителем командира учебного авиаполка по лётной подготовке (в апреле-ноябре 1955), командиром учебного авиаполка (до января 1958). В январе-декабре 1958 года — командир 772-го учебного авиаполка 8-го военного авиационного училища первоначального обучения лётчиков (город Павлоград Днепропетровской области). С декабря 1958 года — начальник 24-го военного авиационного училища первоначального обучения лётчиков (город Павлодар, Казахстан). В июне 1960 года, в связи с сокращением ВВС и расформированием Павлодарского авиаучилища, был переведён на должность начальника военной авиашколы воздушных стрелков-радистов ВВС (город Канск Красноярского края).
В ноябре 1966 года, по причине списания с лётной работы (дал о себе знать оставшийся в голове, со времён войны, осколок), был переведён в Луганское (Ворошиловградское) высшее военное авиационное училище штурманов имени Пролетариата Донбасса (Киевский военный округ), где служил в должности начальника штаба — заместителя начальника училища (до января 1969), заместителя начальника училища (до ноября 1973). В ноябре 1973 года по состоянию здоровья был уволен в запас.
Жил в Киеве. До 1987 года работал в научно-исследовательском институте «Гипрохиммаш» Министерства химического и нефтяного машиностроения СССР. Умер 17 марта 1991 года. Похоронен на Байковом кладбище в Киеве.

## Награды
- Две медали «Золотая Звезда» (19.08.1944; 29.06.1945).
- Один орден Ленина (19.08.1944).
- Два ордена Красного Знамени (12.11.1943; 2.02.1944).
- Орден Богдана Хмельницкого 3-й степени (20.04.1945).
- Орден Александра Невского (3.07.1944).
- Два ордена Отечественной войны 1-й степени (2.11.1944; 11.03.1985).
- Орден Отечественной войны 2-й степени (27.04.1944).
- Два ордена Красной Звезды (29.08.1955; 30.12.1956).

16 медалей, в том числе:
- медаль «За отвагу» (31.01.1943);
- медаль «За боевые заслуги» (15.11.1955);
- другие медали.

## Память
- В 1947 году на родине Героя, в деревне Горбачёво, был установлен бронзовый бюст, который в настоящее время находится в районном центре — посёлке городского типа Одоев.